# أكسل وورلد
أكسل وورلد (باليابانية: アクセル・ワールド، بالروماجي: Akuseru Wārudo) هي سلسلة رواية خفيفة من تأليف ريكي كاواهارا ورسم هيما. نشرت من قبل آسكي ميديا وركس في مجلة مجلة دينغيكو بونكو، منذ 10 فبراير عام 2009 حتى 10 سبتمبر عام 2020، وتكونت من 25 مجلدات. اقتبست إلى سلسلة مانغا نشرت في 10 أبريل عام 2010 حتى 9 يونيو عام 2017، وتم تجمع فصول المانغا 8 مجلدات تانكوبون، نشرت منذ 27 يوليو 2011 حتى 27 فبراير 2014. أنتجت الرواية الخفيفة إلى مسلسل أنمي تلفزيوني من قبل استوديو سنرايز، عرض في 7 أبريل عام 2012 واستمر عرضه حتى 22 سبتمبر عام 2012، وتكون من 24 حلقة + 2 أوفا.

## القصة
تدور أحداث القصة عن هارويوكي أريتا هو طالب في مدرسة أوميساتو جونيور الثانوية، قصير ويعاني من زيادة الوزن وكثيرًا ما يتعرض للسخر في المدرسة، يستخدام ألعاب الواقع الافتراضي، للهروب من الحياة الواقعية، ويلعب دائمًا لعبة السكواش الافتراضية بمفرده، وتجذب مهاراته الفطرية في ألعاب الفيديو انتباه نائبة رئيس مجلس الطلاب.

## الشخصيات

### الشخصيات الرئيسية
هارويوكي أريتا (باليابانية: 有田 春雪، بالروماجي: Arita Haruyuki)
أداء صوتي: يوكي كاجي
كورويوكيهيمي (باليابانية: 黒雪姫، بالروماجي: Kuroyukihime)
أداء صوتي: ساتشيكا ميساوا
تاكومو مايازومي (باليابانية: 黛 拓武، بالروماجي: Mayuzumi Takumu)
أداء صوتي: شينتارو أسانوما
تشيوري كوراشيما (باليابانية: 倉嶋 千百合، بالروماجي: Kurashima Chiyuri)
أداء صوتي: أكي تويوساكي
أكيرا هيمي (باليابانية: 氷見 あきら، بالروماجي: Himi Akira)
أداء صوتي: كانا أويدا
فوكو كوراياكي' (باليابانية: 倉崎 楓子، بالروماجي: Kurasaki Fūko)
أداء صوتي: أيا إندو
أوتاي شينوميا (باليابانية: 四埜宮 謡، بالروماجي: Shinomiya Utai)
أداء صوتي: يومي هارا

### شخصيات أخرى
يونيكو كوزوكي (باليابانية: 上月 由仁子، بالروماجي: Kōzuki Yuniko)
أداء صوتي: رينا هيداكا
بلاد ليبارد (باليابانية: ブラッド・レパード، بالروماجي: Buraddo Repādo)
أداء صوتي: أياكو كاواسومي
شيري روك (باليابانية: チェリー・ルーク، بالروماجي: Cherī Rūku)
أداء صوتي: ميكاكو تاكاهاشي
ريد رايدر (باليابانية: レッド・ライダー، بالروماجي: Reddo Raidā)
أداء صوتي: هيرواكي تاجيري
آش رولير (باليابانية: アッシュ・ローラー، بالروماجي: Asshyu Rōrā)
أداء صوتي: كينيتشي سوزومورا
الفارس الأزرق (باليابانية: ブルー・ナイト، بالروماجي: Burū Naito)
أداء صوتي: تاكاهيرو ساكوراي
كوبالت بليد (باليابانية: コバルト・ブレード، بالروماجي: Kobaruto Burēdo)
أداء صوتي: ميساتو فوكوين
منغنيز بليد (باليابانية: マンガン・ブレード، بالروماجي: Mangan Burēdo)
أداء صوتي: كاناكو كوندو
بيربل ثورن (باليابانية: パープル・ソーン، بالروماجي: Pāpuru Sōn)
أداء صوتي: كاوري ميزوهاشي
سيجي نومي (باليابانية: 能美 征二، بالروماجي: Nōmi Seiji)
أداء صوتي: ساناي كوباياشي
رست جيغسو (باليابانية: ラスト・ジグソー، بالروماجي: Rasuto Jigusō)
أداء صوتي: ساتوشي هينو
سولفور بوت (باليابانية: サルファ・ポット، بالروماجي: Sarufa Potto)
أداء صوتي: نوبويوكي هياما
بلاك فايس (باليابانية: ブラック・バイス، بالروماجي: Burakku Baisu)
أداء صوتي: نوبوؤو توبيتا

## وصلات خارجية
- الموقع الرسمي باللغة اليابانية
- موقع لعبة الفيديو الرسمي باللغة اليابانية
- أكسل وورلد على موقع ANN manga (الإنجليزية)